# سیمون فروتر
سیمون فروتر (انگلیسی: Simon Fairweather؛ زادهٔ ۹ اکتبر ۱۹۶۹) کماندار اهل استرالیا بود.